# Acronema johrianum
Acronema johrianum är en flockblommig växtart som beskrevs av Cherukuri Raghavendra Babu. Acronema johrianum ingår i släktet Acronema och familjen flockblommiga växter. Inga underarter finns listade i Catalogue of Life.